# Hassan Adams
Hassan Adams (Lawrence, 20 de junho de 1984), é um jogador profissional de basquetebol norte americano. Atualmente, joga pelo KK Vojvodina, da Sérvia.